# ريكاردو بيتشينيني
ريكاردو بيتشينيني (بالإسبانية: Ricardo Piccinini)‏ هو لاعب كرة قدم غواتيمالي في مركز حراسة المرمى، ولد في 7 سبتمبر 1949. شارك مع منتخب غواتيمالا لكرة القدم. أما مع النوادي، فقد لعب مع ميونيسيبال ونادي كوميونيكيشنس.

## وصلات خارجية
- ريكاردو بيتشينيني على موقع الاتحاد الدولي (مؤرشف)  (الإنجليزية)
- ريكاردو بيتشينيني على موقع قاعدة بيانات كرة القدم.إي يو (الإنجليزية)
- ريكاردو بيتشينيني على موقع ناشيونال فوتبول تيمز (الإنجليزية)
- ريكاردو بيتشينيني على موقع عالم كرة القدم.نت (الإنجليزية)
- ريكاردو بيتشينيني على موقع اللجنة الأولمبية الدولية (الإنجليزية)
- ريكاردو بيتشينيني على موقع أوليمبيديا (الإنجليزية)